# Terrassa arrossera

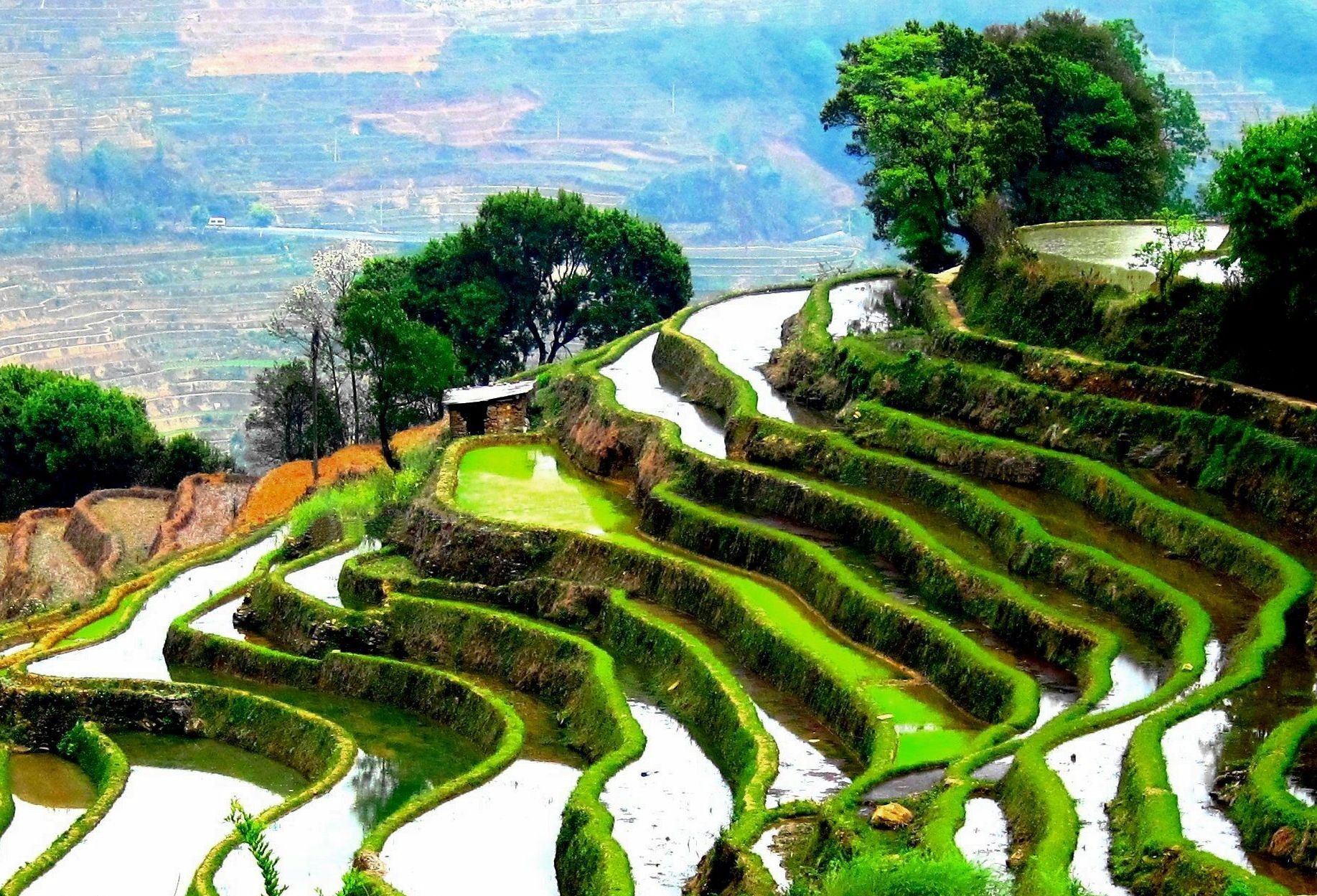
Arrossar en terrasses típic de Yuanyang

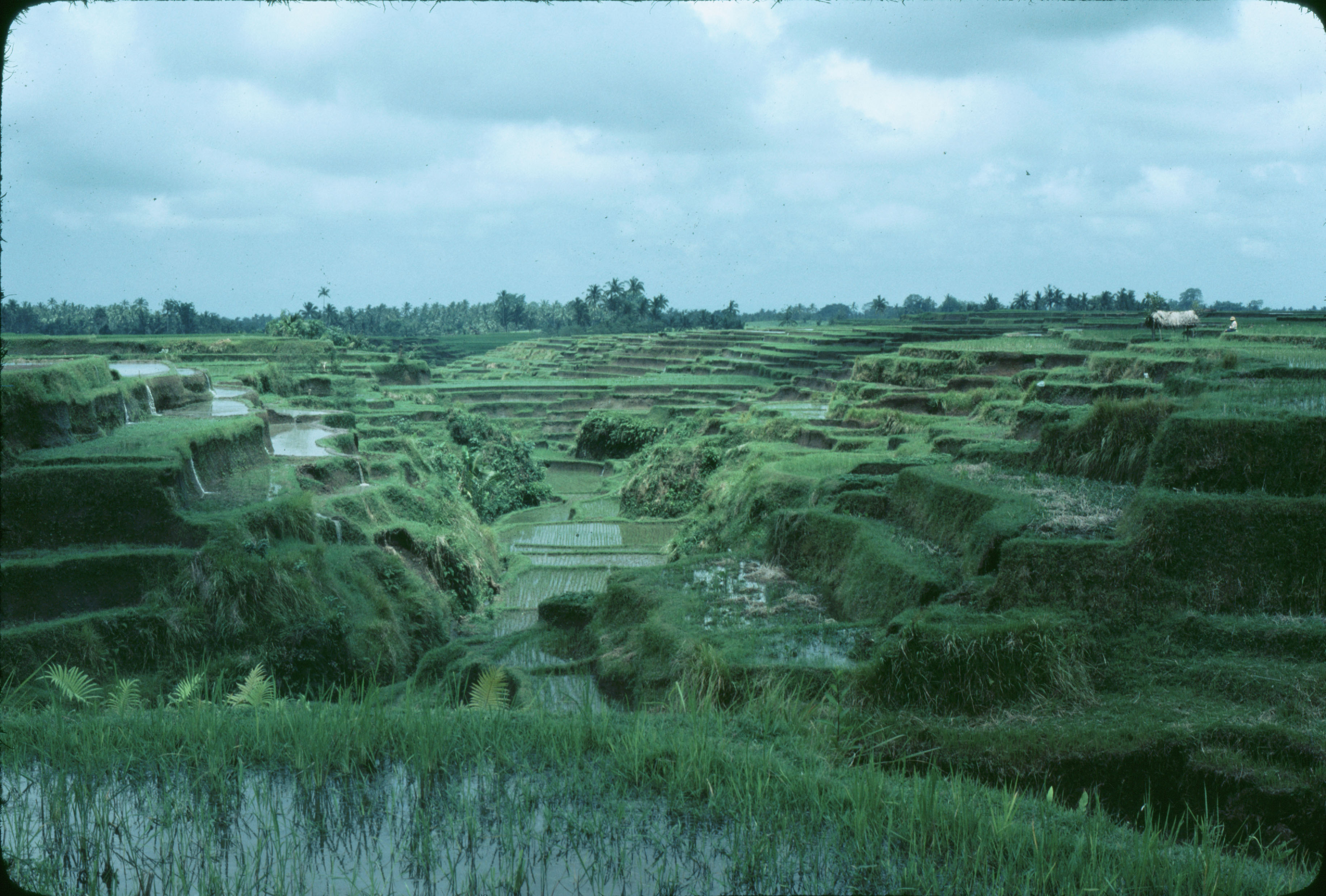
Terrasses d'arròs a Bali, Indonèsia

En agricultura, una terrassa agrícola, en alguns casos terrassa arrossera, és una porció més o menys gran d'un talús inclinat que s'ha tallat en una sèrie de plataformes horitzontals, connectades les unes amb les altres, a diferents nivells, formant una mena d'esglaons, amb l'objectiu de poder practicar una agricultura més eficaç. Els camps amb forma de terrasses disminueixen tant l'erosió com l'escorrentia superficial, i es poden utilitzar per donar suport a cultius que requereixen reg, com l'arròs. Aquest tipus de cultiu s'anomena cultiu en terrasses i s'utilitza per cultivar en terrenys muntanyosos com el de les terrasses arrosseres de Honghe del poble hani a Yuanyang i a la Gola del Salt del Tigre del riu Jinsha, afluent principal del riu Iangtze superior. Les terrasses d'arròs de les serralades filipines han estat designades com a Patrimoni de la Humanitat per la UNESCO per la importància d'aquesta tècnica.

## Usos

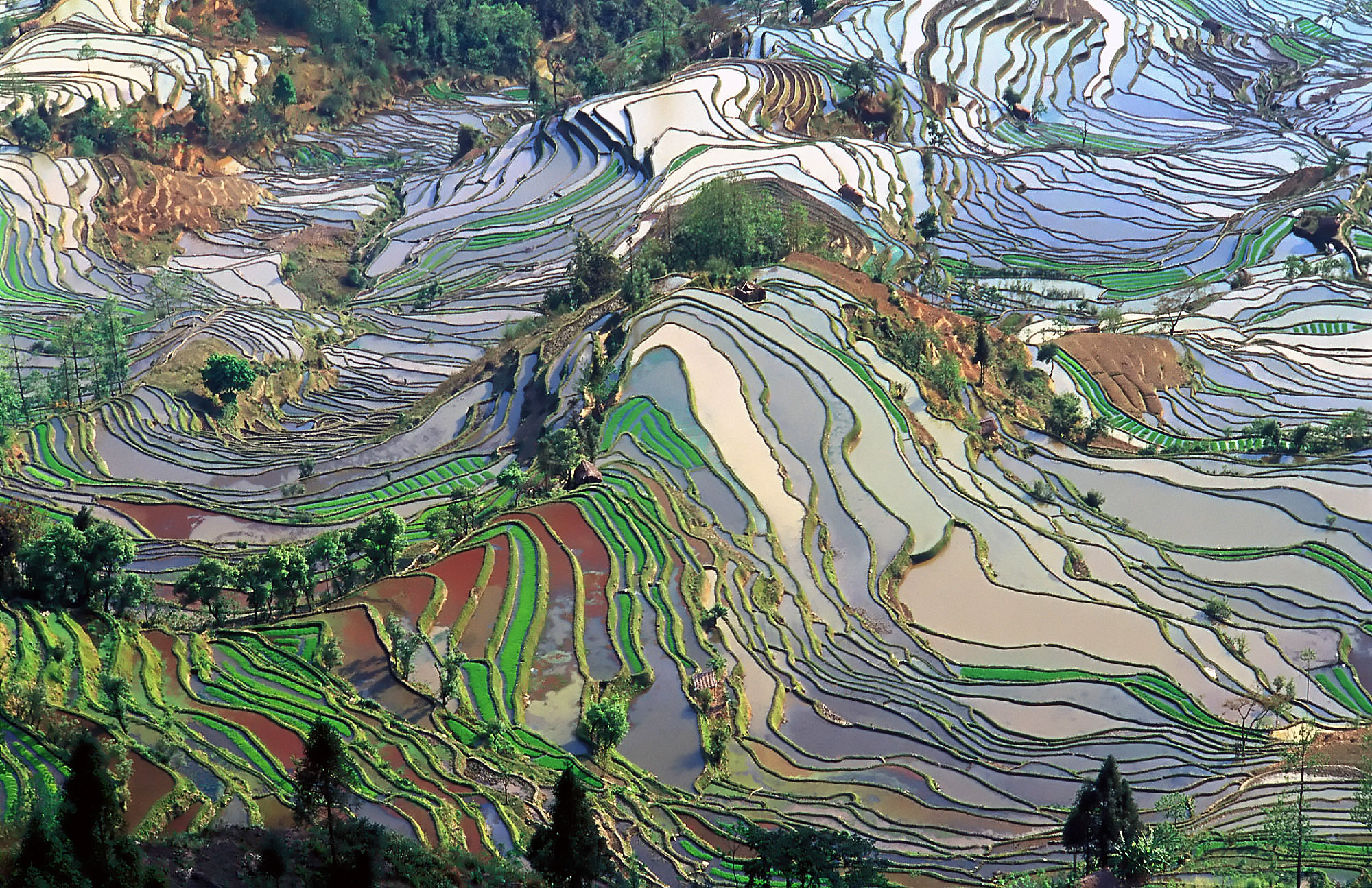
Terrasses d'arròs del poble Hani a Yunnan, Xina

Els arrossars en terrassa s'utilitzen àmpliament en el cultiu d'arròs, blat i ordi a l'est, sud, sud-oest i sud-est asiàtic, així com a la conca del Mediterrani, Àfrica i Amèrica del Sud. El cultiu en terrassa de clima més sec és habitual a tota la conca mediterrània, on s'utilitzen per plantar-hi vinyes, oliveres, sureres i altres conreus.

## Història antiga
Les terres altes del Iemen són conegudes pels seus sistemes de terrasses que es van construir a principis de l'edat del bronze al 3r mil·lenni aC. Les terrasses també s'utilitzen per a terrenys en pendent; els jardins penjants de Babilònia poden haver estat construïts sobre una muntanya artificial amb terrasses esglaonades, com les d'un zigurat. A la vil·la dels papirs a Herculà al costat del mar, els jardins de la vil·la del sogre de Juli Cèsar van ser dissenyats en terrasses per oferir unes vistes agradables i variades de la badia de Nàpols.

Es creu que l'agricultura intensiva en terrassa es va practicar abans de principis del segle XV dC a l'Àfrica Occidental. Les terrasses van ser utilitzades per molts grups, en particular els Mafa, Ngas, Gwoza, i els Dogons.

## Història recent

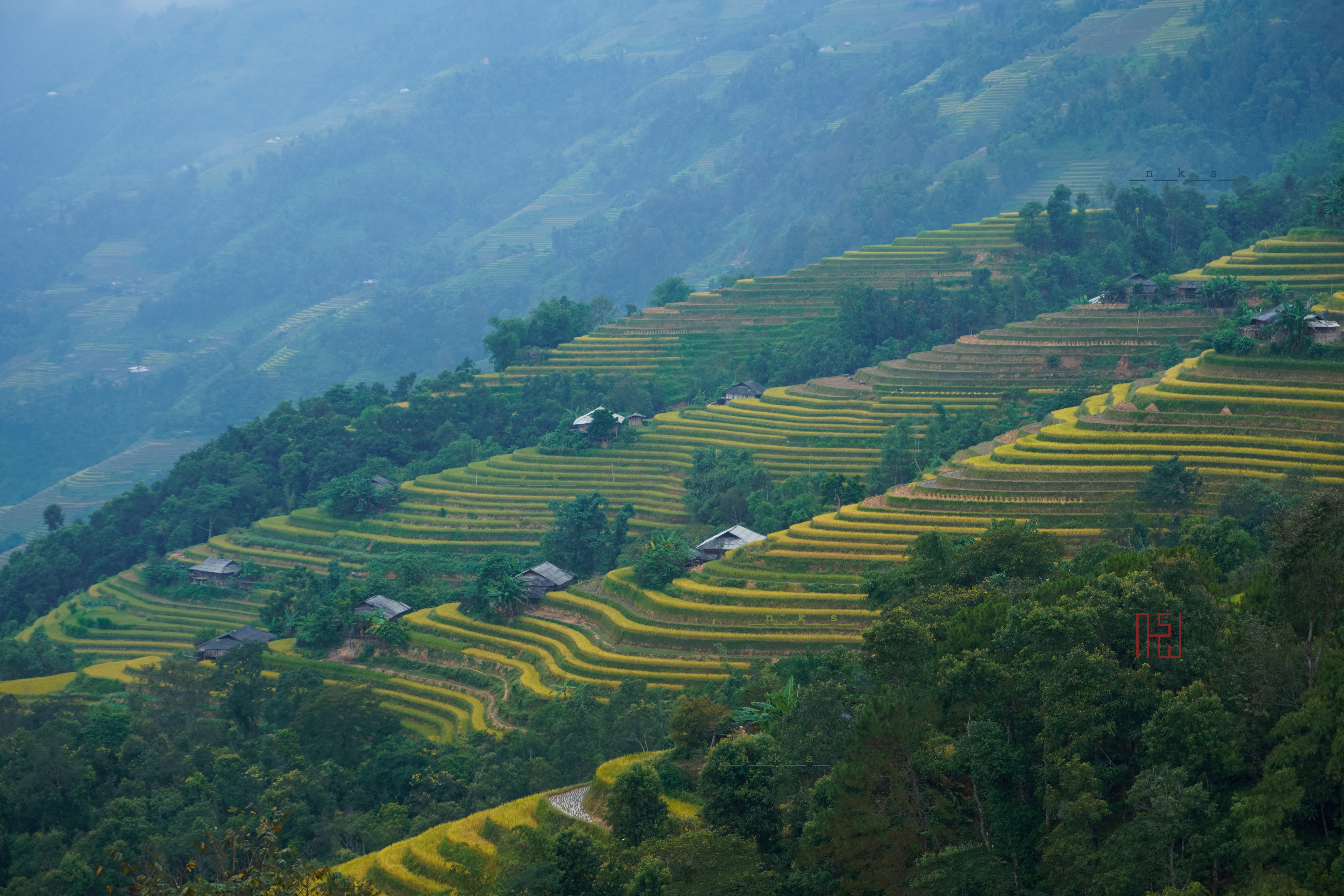
Terrasses d'arròs a Hoang Su Phi, Ha Giang, Vietnam.

Durant molt de temps es va sostenir que els paisatges de muntanya abruptes no afavoreixen, ni tan sols permeten, la mecanització agrícola. A la dècada de 1970 als Alps europeus, les granges de pastures van començar a mecanitzar la gestió de les pastures alpines i la recol·lecció de farratge mitjançant l'ús de tractors de dues rodes d'un sol eix (2WT) i tractors de 4 rodes articulats amb centre de gravetat molt baix. Els dissenys de diversos fabricants europeus eren inicialment força senzills però efectius, i els permetien creuar pendents que s'aproximaven al 20%. A la dècada del 2000 els nous dissenys de rodes i pneumàtics, pistes, etc., i la incorporació d'electrònica per a un millor i més segur control, van permetre que aquestes màquines funcionessin en pendents superiors al 20% amb diversos accessoris com segadores-collidores, rasclets, empacadores i remolcs.
Als països subtropicals asiàtics, un procés similar ha començat amb la introducció d'uns 2WT més petits, de tecnologia més senzilla i de preu molt més baix en la gamma de 4-9 cavalls de potència que es poden emprar amb seguretat a les terrasses petites i estretes i són prou lleugers per poder pujar-los i baixar-los d'una terrassa a l'altra. El que és diferent de l'ús alpí és que aquests 2WT s'utilitzen per al conreu de blat de moro, blat i patates, i amb unes petites pales de 60-70 cm d'ample i rodes de gàbia especials es poden arrossegar per les terrasses per plantar l'arròs. Els agricultors també estan utilitzant els motors com a font d'energia estacionària per alimentar les bombes d'aigua i les trilladores. Fins i tot més recentment, estan experimentant amb l'ús de petits accessoris segadors i recol·lectors. Al Nepal, el baix cost d'aquestes màquines de fabricació majoritàriament xinesa i l'augment de la productivitat que s'ha assolit han fet que aquesta maquinària s'estenguès per les muntanyes de l'Himàlaia del Nepal i pels altres països de la resta de l'Himàlaia i l'Hindu Kush.

## Sud-amèrica
Als Andes sud-americans, els agricultors van utilitzar les terrasses, conegudes com a "andanas", durant més de mil anys per cultivar patates, blat de moro i altres cultius autòctons. L'agricultura en terrassa ha estat utilitzada des de l'època anterior a l'imperi dels inques, desenvolupada per la cultura Wari i altres pobles del centre-sud dels Andes abans de l'any 1000 dC, segles abans que fossin utilitzades pels incas, que les van adoptar, i també van desenvolupar enginyosos sistemes d'irrigació molt tecnificada per a l'època per tal de regar els terrenys de cultiu. Les terrasses es van construir per aprofitar de la manera més eficient el sòl i per permetre el reg dels cultius per escorrentia, d'una terrassa a l'altra.

Diagrama que mostra l'enginyeria de terrasses agrícoles de l'Imperi Inca i els seus farciments i mesures més habituals

El poble inca va construir aquestes terrasses, desenvolupant un sistema de canals, aqüeductes per dirigir l'aigua a través de la terra seca i augmentar el seu nivell de fertilitat. Aquestes feixes adossades es troben allà on hi ha hagut pobles muntanyencs als Andes. Proporcionaven els aliments necessaris per mantenir les poblacions de grans ciutats inques i nuclis de població com Machu Picchu.

## Península ibèrica

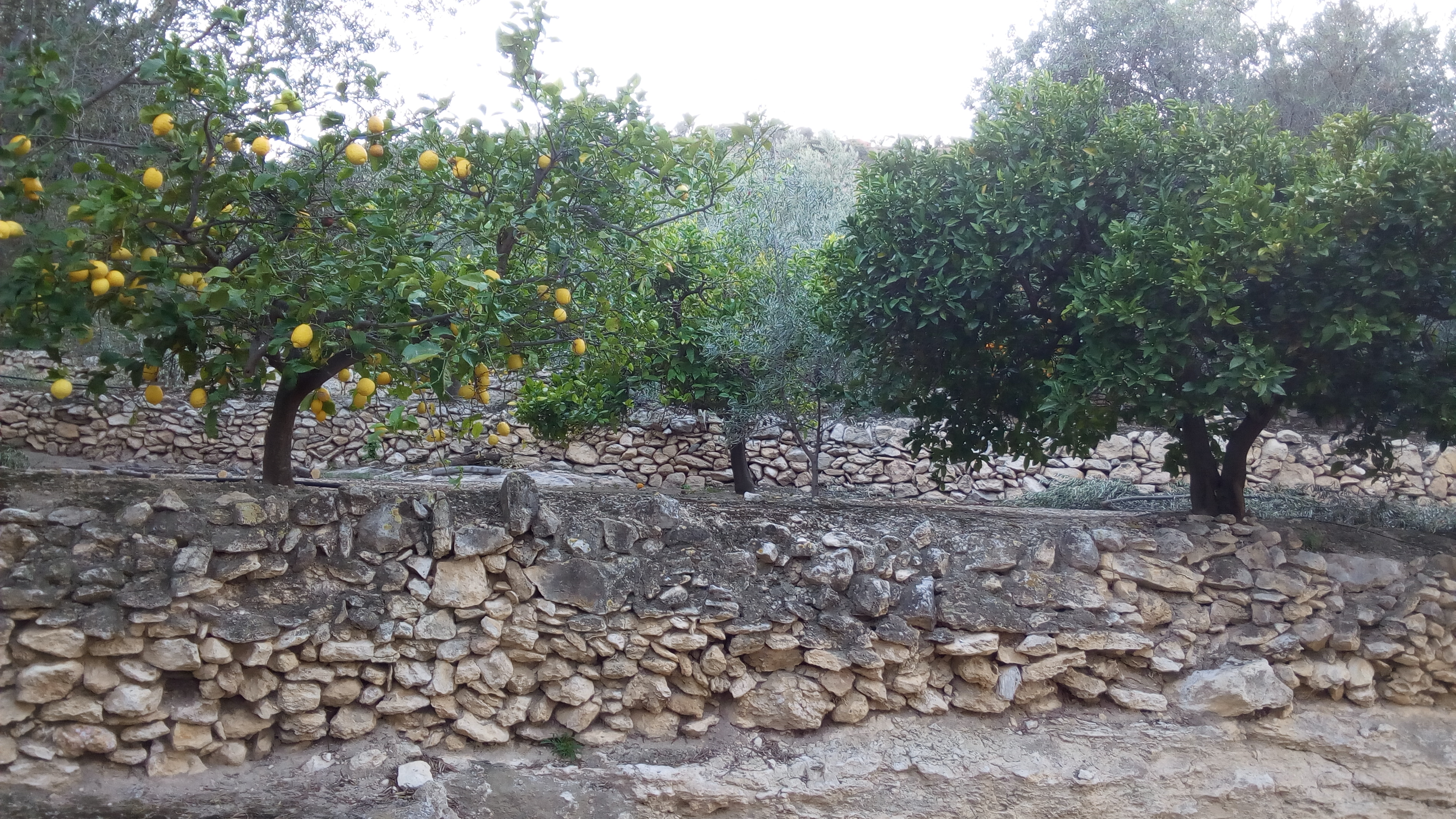
terrasses mixtes d'oliverar i cítrics al sud de la península ibèrica

Així, a la península ibèrica l'origen d'aquestes terrasses es troba a les fronteres iberes dels llocs de control de pas de bestiar, als colls i ports de la Contestània ibèrica i segons les cartografies actuals, als contraforts de les serralades bètiques al sud-est espanyol; des de l'Alpujarra, a Sierra Nevada, fins a les planes de València, la Safor, l'Horta, encara que queden escletxes d'aquesta pràctica, des de la costa del Mediterrani fins als cims mitjans del Pirineu Central aragonès.
La manca de terres de cultiu va fomentar la construcció de terrasses en èpoques d'augment demogràfic, tenint el seu major auge al segle xvii i segle xviii, la qual cosa va propiciar que es poguessin cultivar la major part de les terres del Llevant espanyol, on la fracció horitzontal que resulta d'esglaonar el terreny s'utilitza per al cultiu d'arbòries o herbàcies (en pocs casos) i la fracció vertical se subjecta per carreu de pedra seca, constituint una de les millors defenses contra l'arrossegament de terres a les grans avingudes de tardor i la millor manera de dosificar les aigües pluvials. Actualment, una gran superfície d'aquesta gran obra es troba abandonada al substituir l'economia primària agrària pel sector serveis turístic.

## Balears, Canàries i Cap Verd

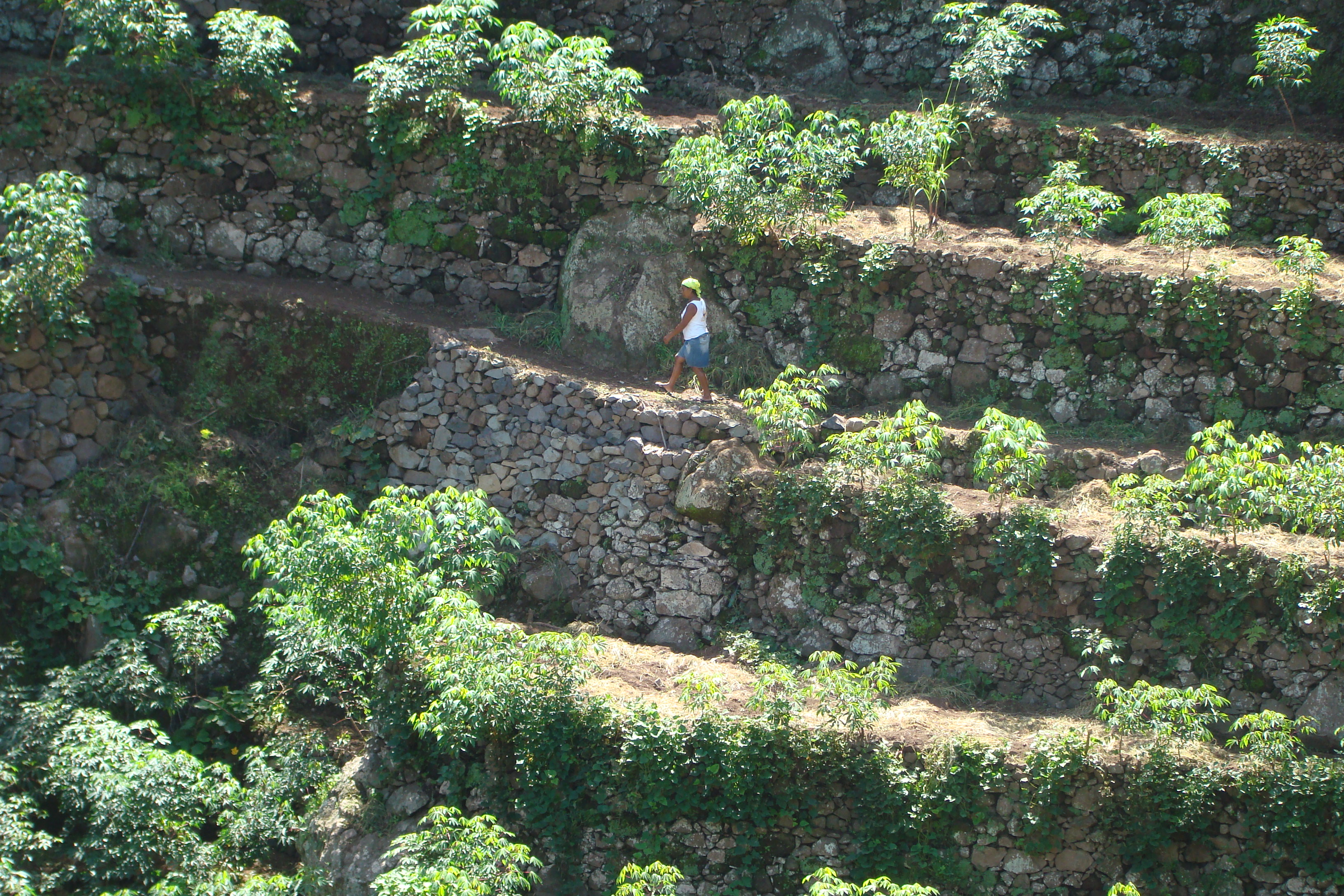
Bancals de cultius tropicals a l'Illa de Santo Antão

Les terrasses agrícoles són habituals a les illes amb pendents pronunciats. A l'illa de Mallorca, gairebé tota la serra de Tramuntana n'és plena, a causa dels seus desnivells i es diuen marjades. La majoria ja es van construir a l'època de la dominació musulmana de l'illa. Actualment, degut a l'abandó dels cultius tradicionals, moltes marjades s'han esfondrat.
Les Illes Canàries presenten un complex sistema de terrasses que cobreixen el paisatge des de les plantacions de regadiu costaneres fins als camps de secà de les terres altes. Aquestes terrasses, que reben el nom de cadenes, estan construïdes amb murs de pedra de disseny hàbil, que inclouen escales i canals adossats. Per raó del vigorós relleu de les illes Canàries, els agricultors d'aquestes illes han construït un ampli i sofisticat sistema de terrasses per posar en cultiu territoris que altrament no s'haguessin pogut cultivar. Les parets de roca que delimiten aquestes construccions estan compostes ordinàriament per pedres volcàniques de l'entorn hàbilment situades sense emprar argamassa, posant normalment les pedres de més pes a la base i les més lleugeres al damunt; depenent de l'espessor requerit per la paret la distribució de les pedres pot variar, combinant diferents tipus de roca en capes successives. A més a més, les construccions secundàries poden adossar-se a la paret del bancal, creant escalinates i séquies. A les Canàries les terrasses reben el nom de "cadenes" i s'estenen des de les cotes més altes de les illes, on s'utilitzen per al cultiu cerealístic en secà, fins a les zones costaneres on s'utilitzen per al cultiu en regadiu de productes tropicals. Quan el bancal està en mal estat tendeix a formar una panxa abans de col·lapsar, fet per al qual els illencs utilitzen el terme “parir”.
Molt similar és el sistema de terrasses de les illes de Santo Antão i Fogo a l'arxipèlag de Cap Verd, que a causa dels seus importants desnivells necessiten grans murs (anomenats "parets"), per aconseguir unes estretes terrasses cultivables.

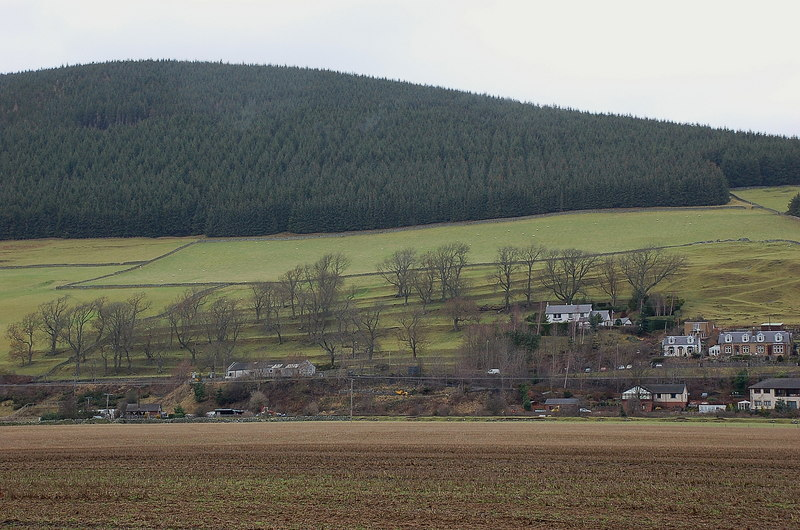
Terrasses de cultiu, Walkerburn

## Anglaterra
En anglès antic, una terrassa agrícola s'anomenava "lynch". Un exemple d'un antic Lynch es troba a Lyme Regis. L'aigua es dirigeix des d'un riu per un conducte al llarg d'una terrassa. Aquesta configuració es va utilitzar en zones muntanyoses escarpades al Regne Unit.

## Japó
Al Japó, alguns dels 100 camps d'arròs en terrassa seleccionats (en japonès :日本の棚田百選一覧), des d'Iwate al nord fins a Kagoshima al sud, estan desapareixent lentament, però els voluntaris ajuden els agricultors a mantenir els seus mètodes tradicionals. i amb finalitats turístiques.

## Galeria

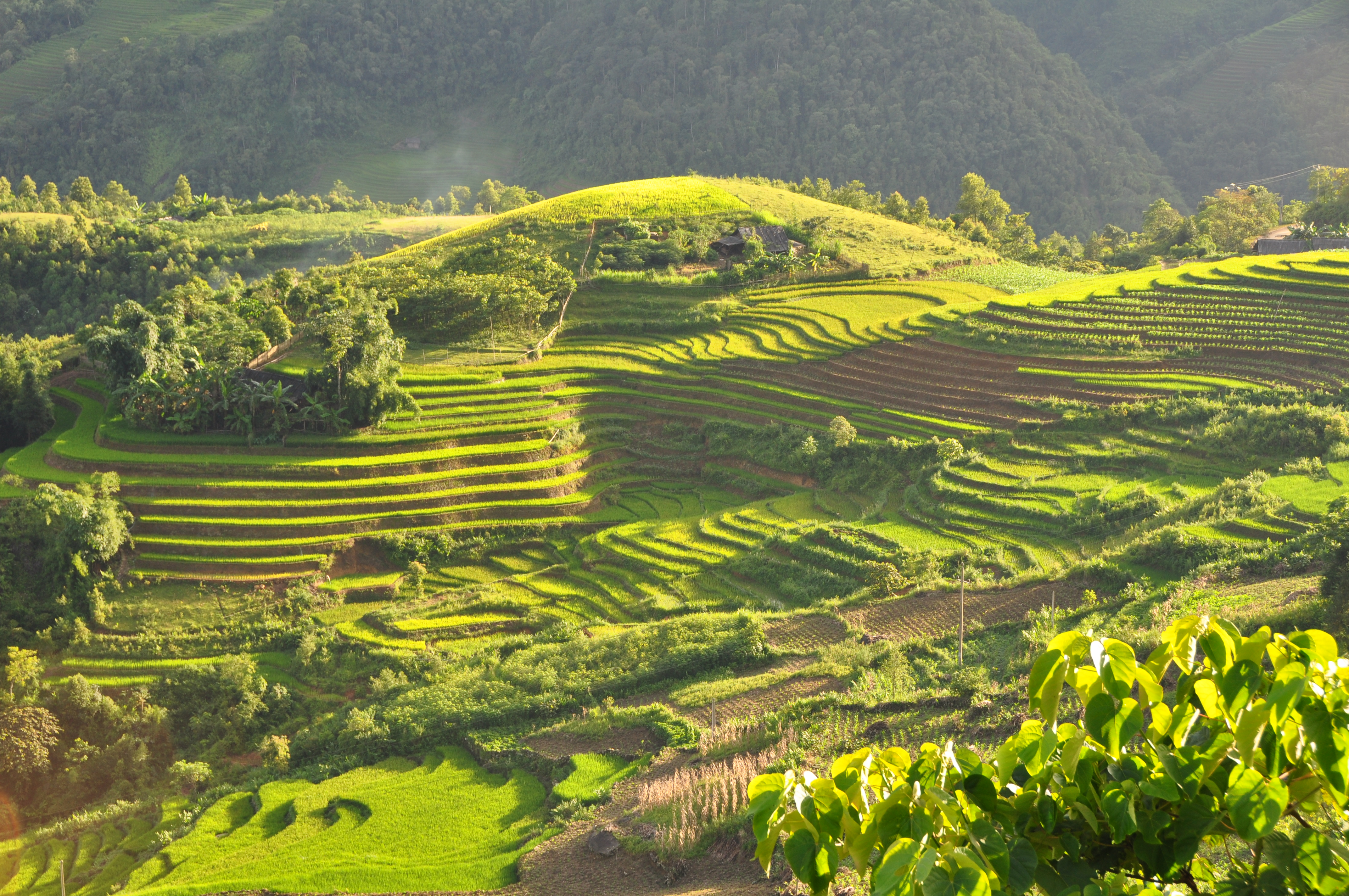
Camps adossats a Sa Pa, Vietnam.
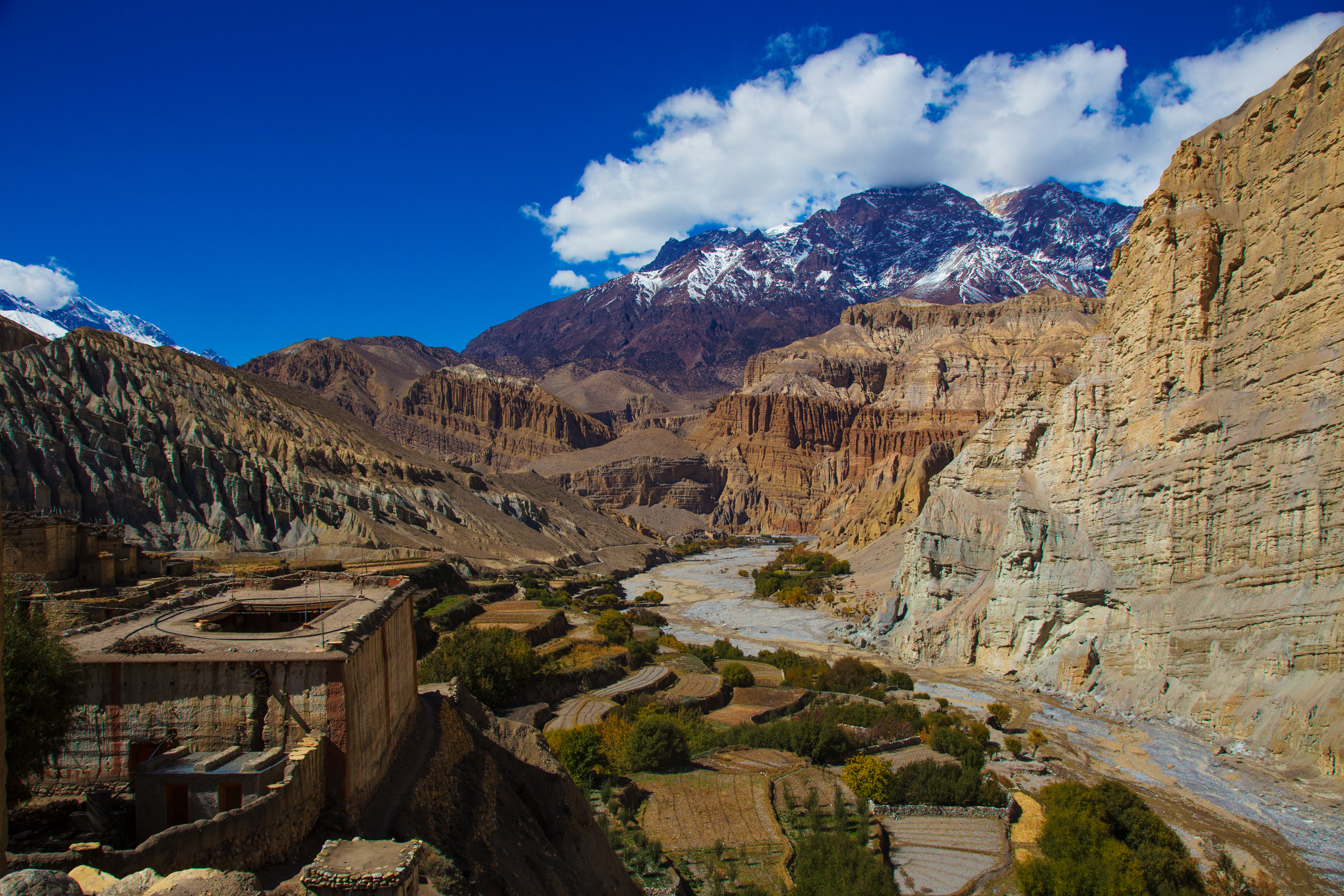
Camps adossats del poble de Tetang, districte de Mustang
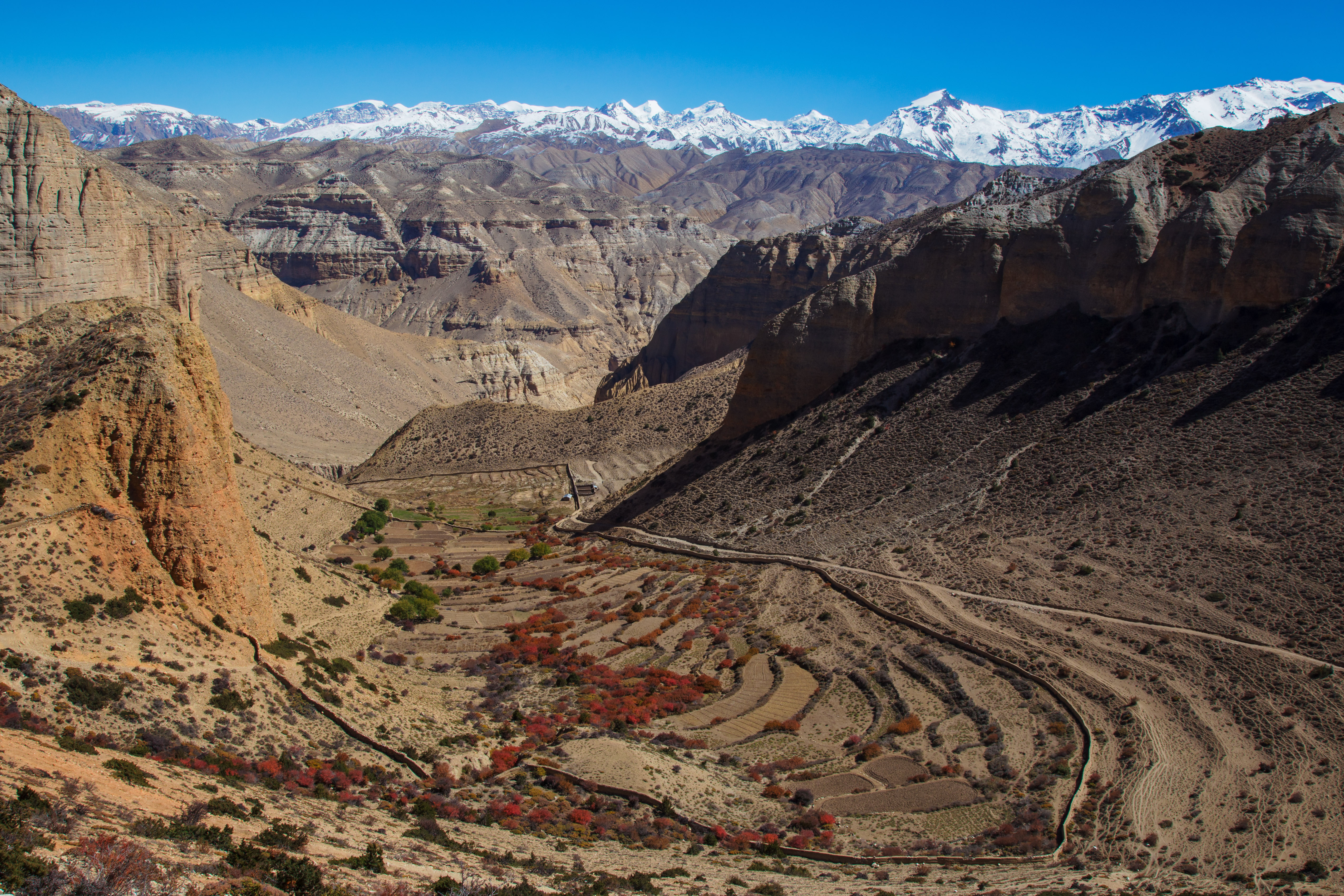
Camps en terrassa a la regió de l'Upper Mustang del Nepal
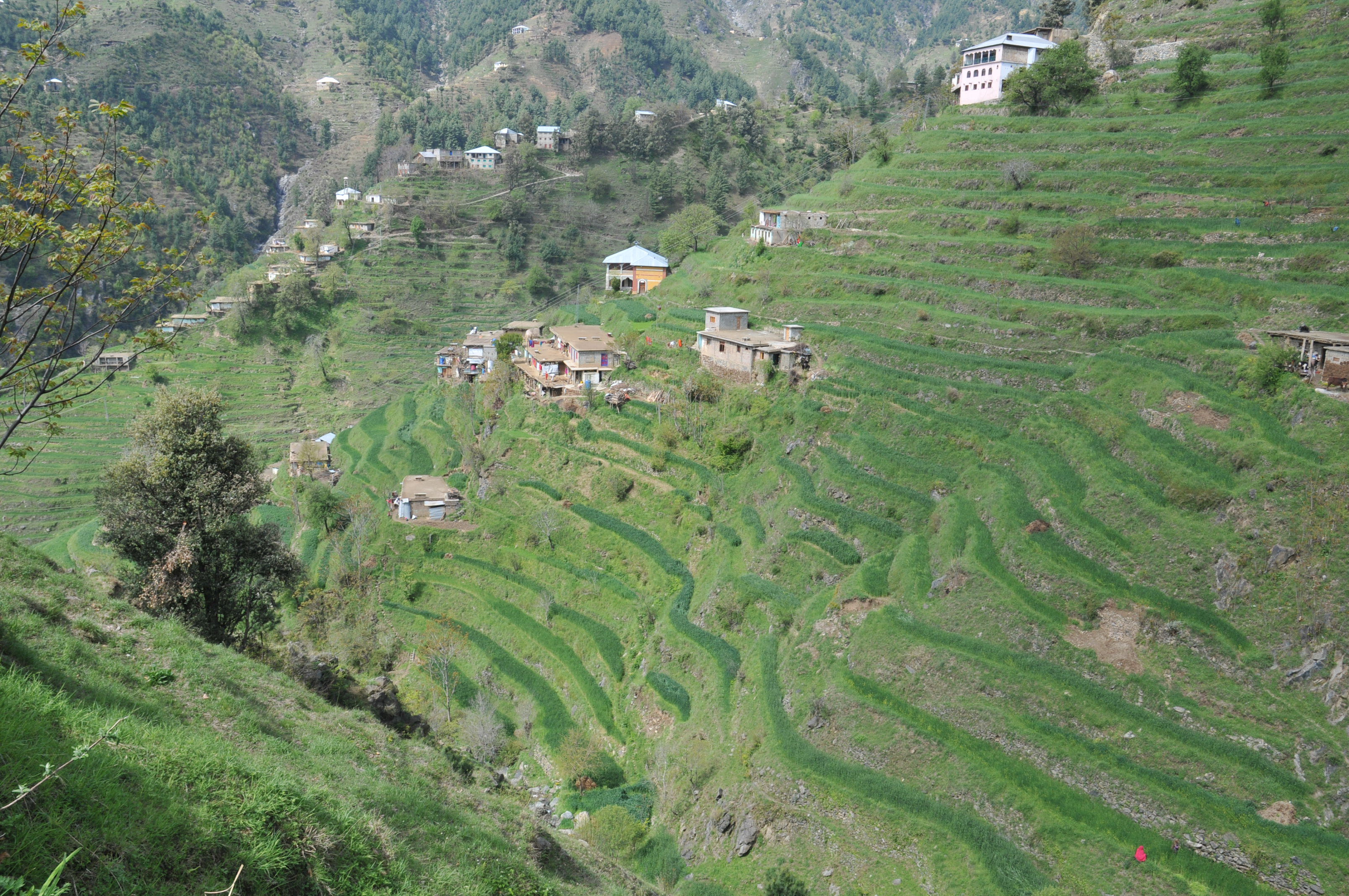
Camp adossat a la vall de Kabal Swat, Pakistan.
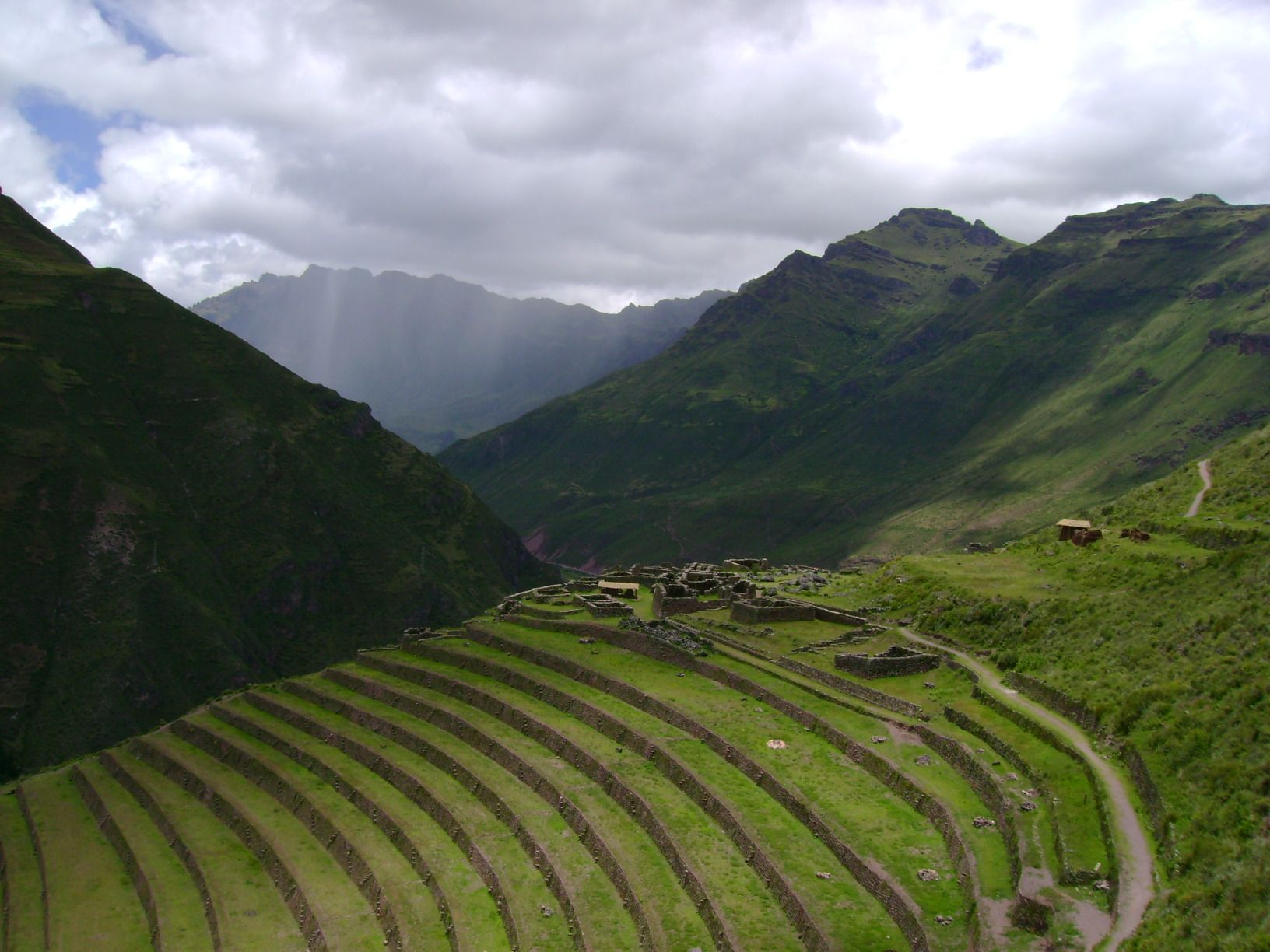
Terres de cultiu adossades al Perú, adoptades per l'Inca.
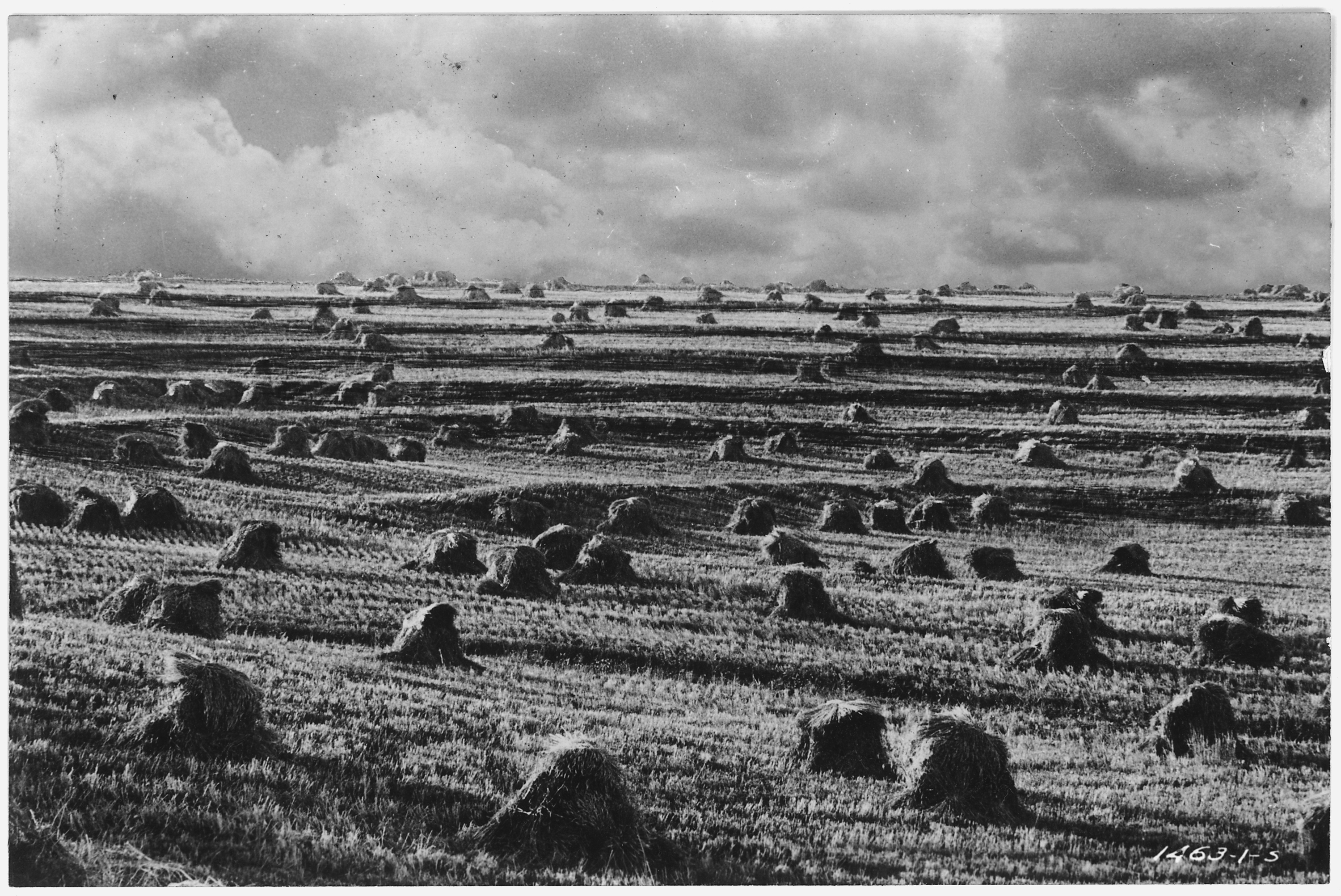
Camps de fenc en terrassa a la conca superior del riu Mississipi durant la dècada de 1930.
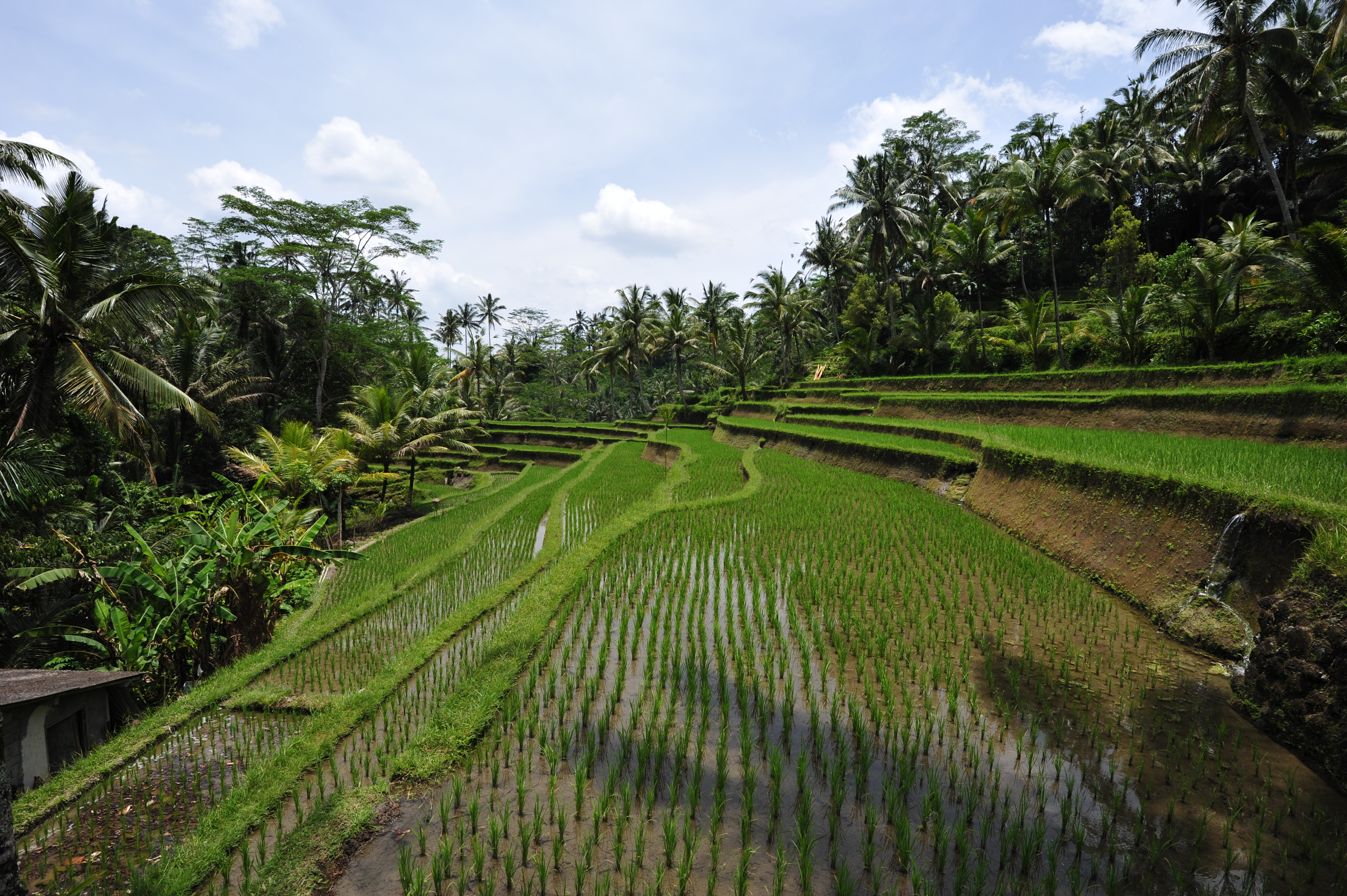
Terrassa d'arròs a Bali
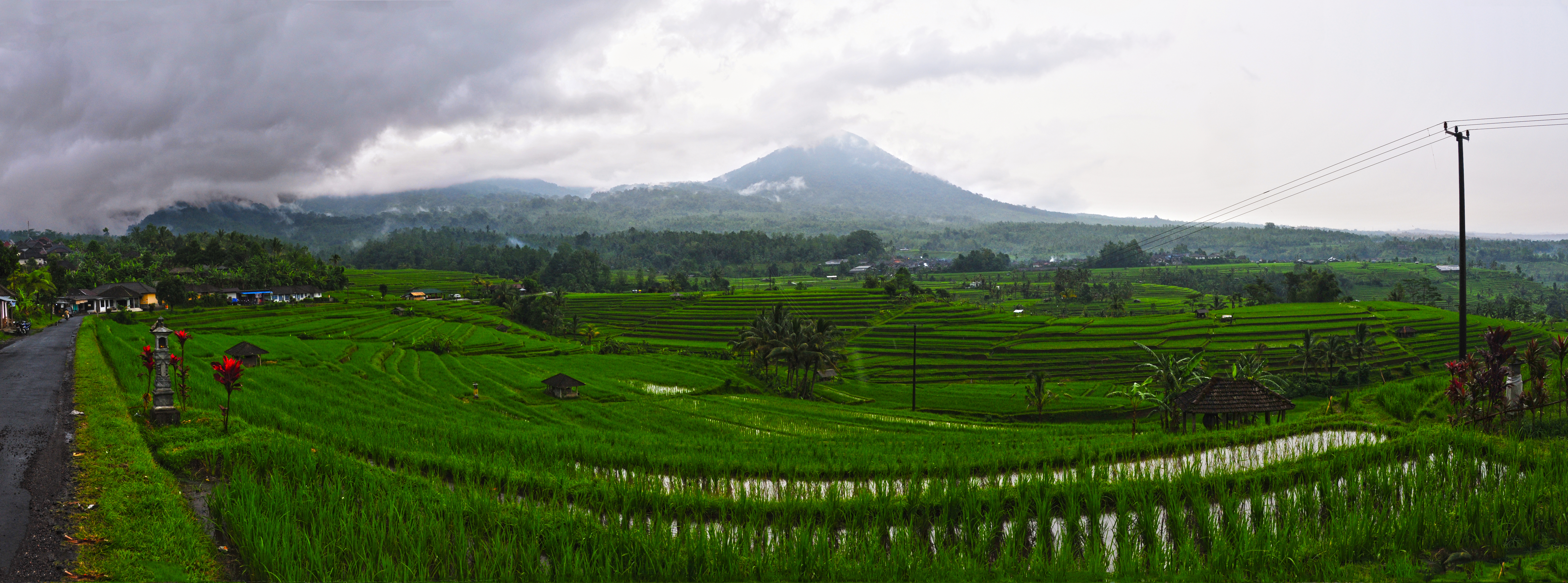
Terrassa d'arròs Jatiluwih a Bali, Indonèsia.
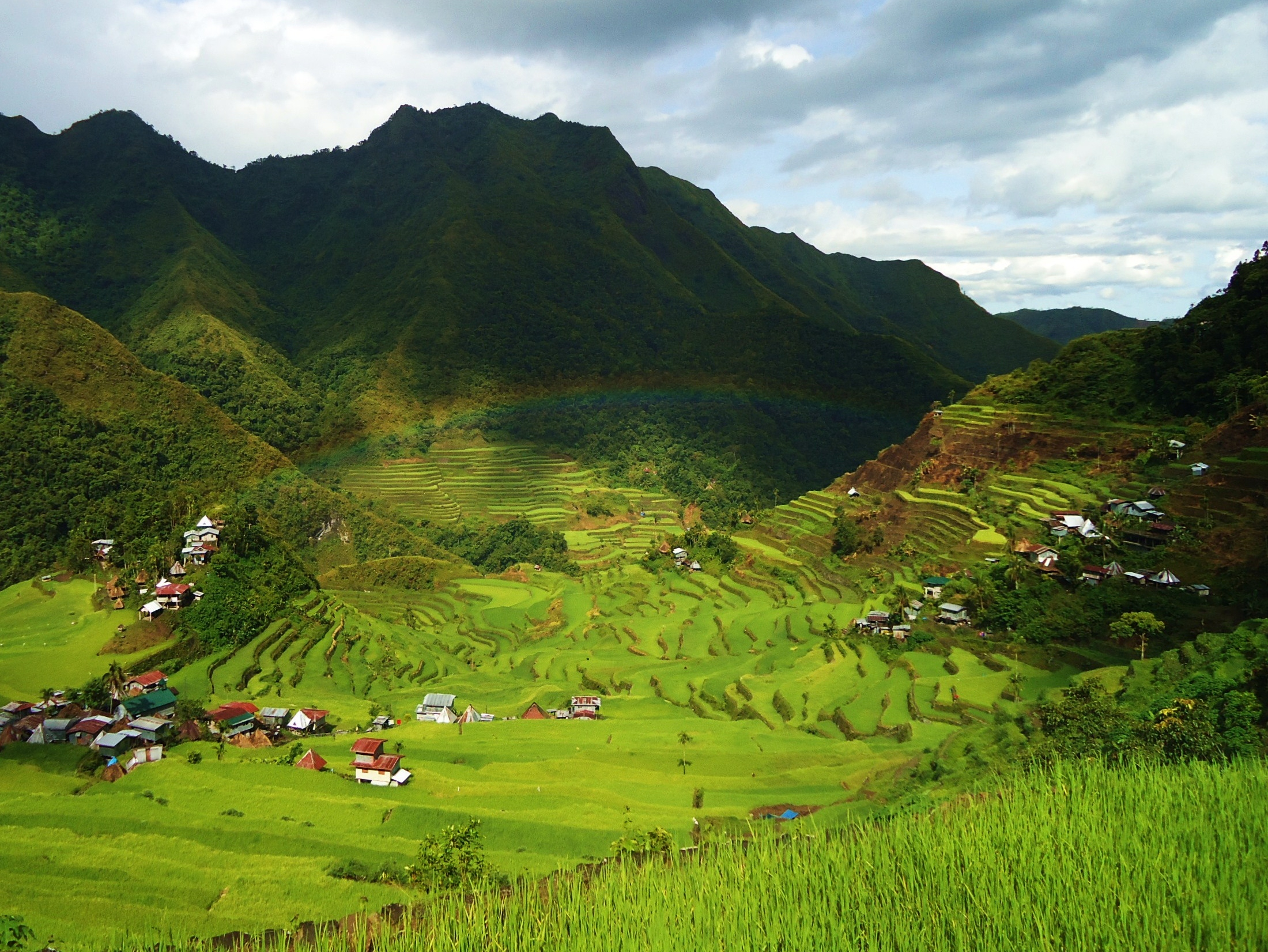
Les terrasses d'arròs de Batad a Ifugao, Filipines.
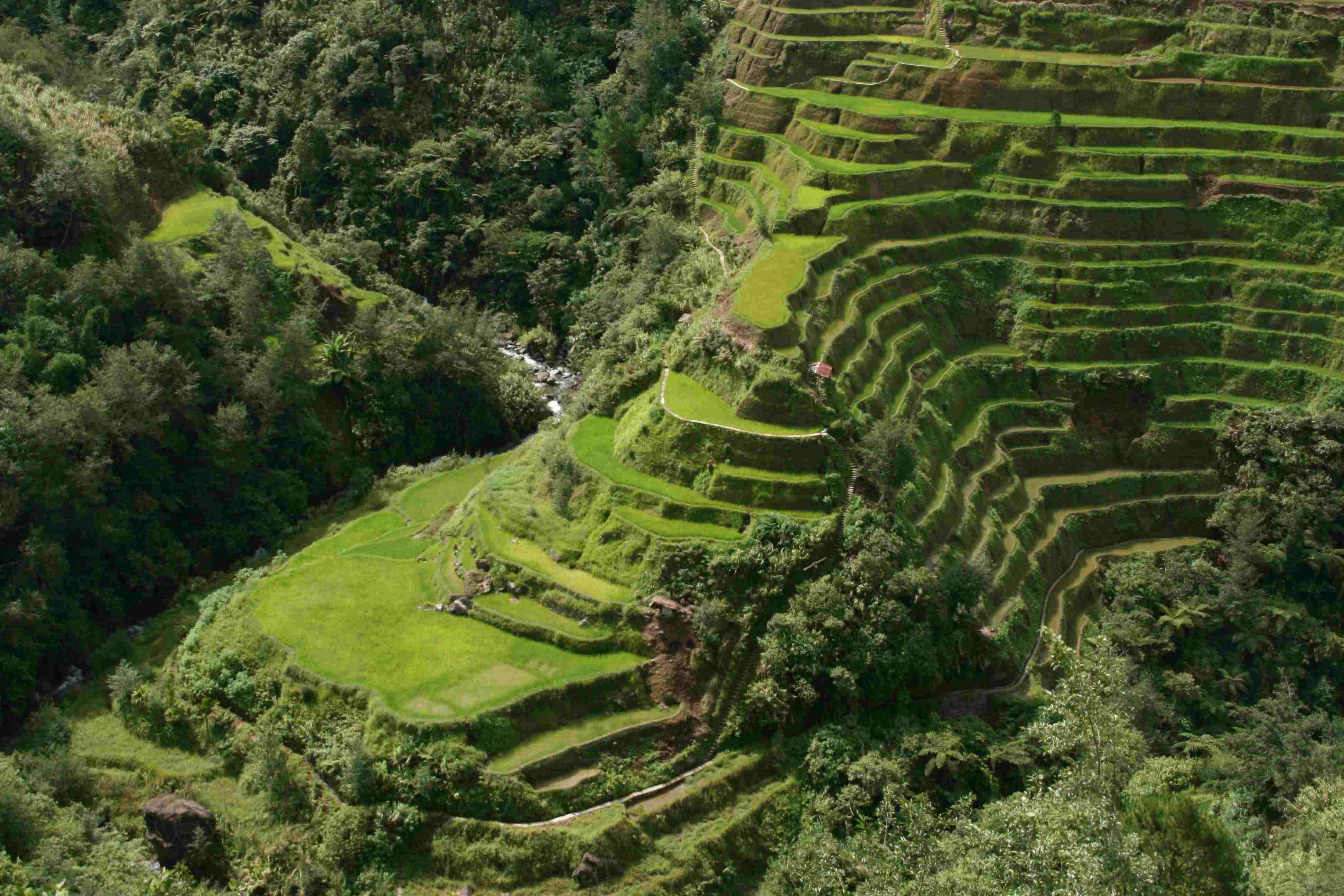
Les terrasses d'arròs Banaue a Ifugao, Filipines.
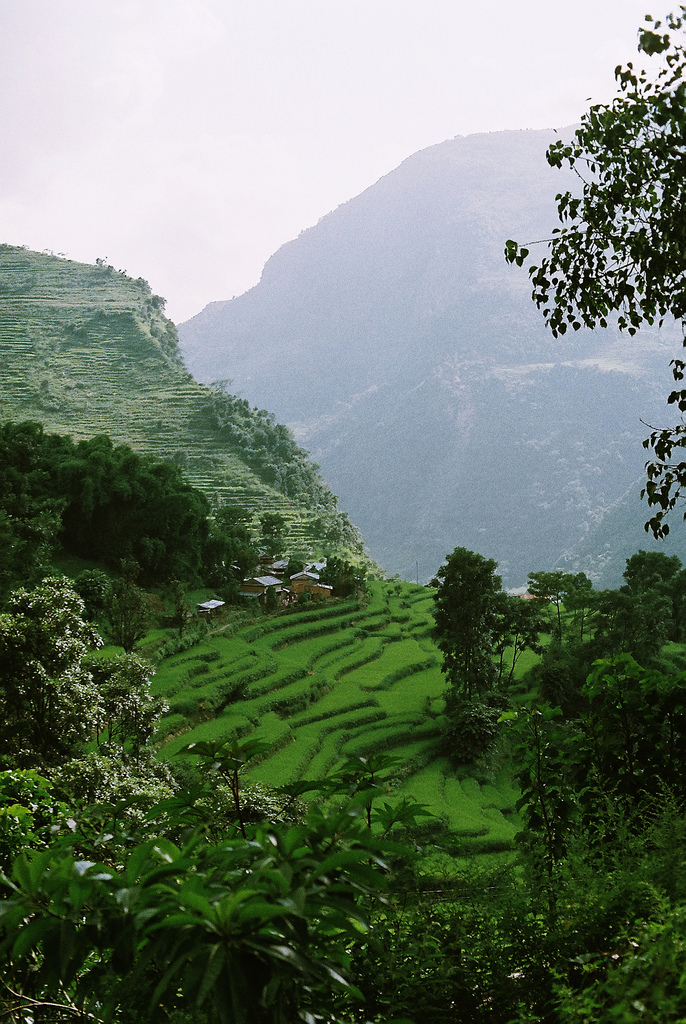
Cultiu d'arròs, Himàlaia inferior, Nepal.